# Die Wahrsagerin
Die Wahrsagerin ist ein Gemälde des französischen Barockmalers Georges de la Tour. Es ist wahrscheinlich zwischen 1630 und 1639 entstanden.

## Hintergrund
Das Bild ist erst Mitte des 20. Jahrhunderts als ein Werk des bis dahin weitgehend unbekannten Malers de la Tour entdeckt worden. Der Kunsthändler Georges Wildenstein hat bei der Versteigerung den Pariser Louvre überboten und es 1960 zum Entsetzen der französischen Öffentlichkeit heimlich an das Metropolitan Museum in New York verkauft. Das Werk gehört zu den „Tagstücken“ des Malers und zeigt eine „Szene aus dem Schelmenleben“. Die Echtheit des Bildes ist immer wieder angezweifelt worden. Während die einen auf die Ähnlichkeiten mit La Tours Bildern über das Falschspiel mit Karten hinweisen, sind andere stutzig geworden, weil dem zweiten Mädchen von links in den Schal das Schimpfwort „Merde“ (frz.: „Scheiße“) hineingewebt worden ist. Da das vermutlich nachträglich hinzugefügt wurde, hat man dieses Wort 1982 bei einer Renovierung entfernt.

## Das Gemälde
Im Bild ist ein milchgesichtiger junger Mann dicht von einer Gruppe von Frauen umringt, die mit einer einzigen Ausnahme einen dunklen Teint aufweisen, was darauf schließen lässt, dass es sich um Zigeunerinnen handelt. Die Alte rechts bietet dem jungen Mann an, ihm aus der Hand zu lesen, sie hält ein Geldstück in der Hand (vermutlich ihr Entgelt), mit dem sie, wie das üblich war, vor Beginn der Wahrsagung ein Kreuz über seiner geöffneten Hand schlagen wird. Sie redet auf ihn ein, lenkt ihn ab, derweil die Hellhäutige mit einer Zange eine goldene Schaumünze von seiner Kette abzwickt.
Auch das Mädchen ganz links ist im Begriff, ihn zu bestehlen, zumal ihre Hand Richtung Westentasche des jungen Mannes greift. Vertrauen zu dieser Runde scheint der junge Mann nicht zu besitzen. Sowohl sein Blick als auch sein abgespreizter Ellenbogen, mit dem er sich größer und stämmiger zu machen versucht, strahlen Skepsis und Unsicherheit aus. Trotzdem lässt er zu, dass die Diebinnen leichtes Spiel haben. Die Hellhäutige sticht dabei besonders ins Auge: Sie passt eigentlich nicht ins Bild, ihre Komplizenschaft mit den andern lässt sich als Hinweis auf den damals verbreiteten Glauben verstehen, Zigeuner würden weißhäutige Kinder entführen, in ihren Familien großziehen und bei Gaunereien einsetzen.
Das Spiel der Blicke hat Kunsthistoriker darin bestätigt, hier ein Bild von La Tour vorzufinden, da die Ähnlichkeit mit Bildern wie Falschspiel mit Karten unverkennbar ist. Der Blick des jungen Mannes ist im Bann der alten Zigeunerin, sie muss zusehen, dass er abgelenkt bleibt. Die Augen der jungen Mädchen gehen hin und her, die eine schaut auf den Jüngling, die zweite von links wiederum auf ihre hellhäutige Komplizin. Die scheinbare Ruhe des oberen Bildbereichs steht im Kontrast zur Konzentration im unteren, wo im Blick der Diebinnen ihre Anspannung zum Ausdruck kommt. Sie wollen und dürfen sich nicht erwischen lassen, denn Taschendiebstahl begangen von der rechtlos gestellten Gruppe der Zigeuner wurde damals ohne Prozess mit öffentlichen Auspeitschungen bestraft.